# 쇼커
쇼커(영어: Shocker)는 마블 코믹스의 슈퍼빌런 캐릭터이다. 본명은 허먼 슐츠(Herman Schultz)로, 주로 스파이더맨의 악당으로 등장하며 강한 음파를 발생시키는 팔찌를 착용한다. 1967년 3월 《어메이징 스파이더맨》 46호에 처음 등장했고, 스탠 리와 존 로미타 시니어가 공동 창작하였다.

## 담당 배우

### 영화
- 스파이더맨: 홈커밍(2017) - 보킴 우드바인

## 담당 성우

### TV 애니메이션
- 스파이더맨과 그의 놀라운 친구들(1981) - 존 스티븐슨
- 스파이더맨(1994) - 짐 커밍스
- 스펙태큘러 스파이더맨(2008) - 제프 베넷(잭슨 "몬태나" 브라이스)
- 얼티밋 스파이더맨(2012) - 트로이 베이커

### 비디오 게임
- 스파이더맨 2: 엔터 일렉트로(2001) - 대런 노리스
- 스파이더맨(2002) - 마이클 비티
  - 스파이더맨 2(2004) - 마이클 비티
- 얼티밋 스파이더맨(2005) - 브라이언 조지(얼티밋 쇼커)
- 스파이더맨: 웹 오브 쉐도우(2008) - 리엄 오브라이언
- 마블 얼티밋 얼라이언스 2(2009) - 릭 D. 와서먼
- 스파이더맨: 엣지 오브 타임(2011) - 스티븐 블룸
- 마블 히어로즈(2013) - 데이비드 보트
- 레고 마블 슈퍼 히어로즈(2013) - 그레그 사이프스
- 어메이징 스파이더맨 2(2014) - 라이언 알로시오